# الصربي (السدة)

تعديل مصدري - تعديل

الصربي هي إحدى قرى عزلة وادي حجاج بمديرية السدة التابعة لمحافظة إب، بلغ تعداد سكانها 277 نسمة حسب تعداد اليمن لعام 2004.